# サンドマン (プロレスラー)
サンドマン（The Sandman、本名：James Fullington、1963年6月16日 - ）は、アメリカ合衆国のプロレスラー。ユタ州サンディ出身。
シンガポール・ケインと缶ビールをトレードマークに、ハードコア・ファイターとしてECWの全盛期を支えた。

## 来歴
1991年、フィラデルフィアのTWAにてプロレスラーとしてデビュー。翌1992年にECWに参戦し、サーファーのギミックを演じた後、シンガポール・ケインを手にタバコをくわえ、客席から姿を現す不良キャラクターのサンドマン（The Sandman）として大ブレイク。観客から缶ビールを受け取り、自らの額に打ちつけた後に一気飲みするパフォーマンスは、ECWにおける最もポピュラーな入場シーンの一つであり、ファンとレスラーが一体となった同団体のコンセプトを象徴していた。
1992年11月からECW王座を通算5回保持し、トミー・ドリーマーやレイヴェンとの抗争で大人気を博す。女性マネージャーとしてウーマン（クリス・ベノワ夫人）を従えていた時期もあった。日本へは1995年3月、第3次W★INGに初来日。来日直前にECW王座を失っていたが、なぜかチャンピオンベルトを持参。その点を尋ねられると「知らない」と答えた。1997年12月にはFMWに参戦し、テリー・ファンク&ババ・レイ・ダッドリーと3Wayマッチを行った。
1999年初頭にECWを離れ、WCWにハードコア・ハック（Hardcore Hak）のリングネームで登場するが、放送コードの関係からトレードマークとも言えるビールとタバコを禁止され（表向きは保護者団体から抗議を受けたエリック・ビショフが強制的に禁止したことになっているが、これはテレビ番組内のアングル）、ハードコアマッチにも様々な規制がかけられたためすぐに離脱、古巣のECWに戻った。
2001年のECW崩壊後はWWFには合流せずインディー団体を転戦。2002年にTNAが設立されると一時期は同団体を主戦場とし、ハードコア戦線で活躍。TNA離脱後はインディー団体に上がりつつ、ニュージャージー州にバーを開いた。2005年6月10日には元ECWのシェーン・ダグラス主催の『ハードコア・ホームカミング』に出場。2日後の6月12日にはWWEが開催した『ECWワン・ナイト・スタンド』にも登場、メインイベントでトミー・ドリーマーと組み、ダッドリー・ボーイズと対戦した。同年は日本で行われたサブゥーのチャリティー興行にも参加。10月にはZERO1-MAXに来日し、田中将斗とハードコアマッチを行っている。
以降はWWEと契約し、傘下の新生ECWブランドに所属。ECWオリジナルズの一人として、トミー・ドリーマーとのタッグなどで活躍した。しかし権利上の問題から、代名詞の一つであるメタリカの『エンター・サンドマン』を入場曲に使用できなかった。2006年にはツアーでの来日も実現。その後RAWに移籍するも、ハードコア色の弱い同ブランドでは活躍できず2007年9月に解雇された。
WWE退団後はIWAミッドサウスなどインディー団体に参戦していたが、2008年10月、自身のMySpaceの中で引退を表明した（私生活でのトラブルで拘留中に娘の誕生に立ち会えなかったため、今後は家族と過ごす時間を増やしたいとのこと）。その後、ときたま各地のインディー団体には参戦している。
また、2008年8月には息子のタイラー（1989年生）がインディー団体でデビューした。タイラーは1996年頃、ストーリーラインでECWにも登場し、レイヴェンと抗争していた父親を裏切ってレイヴェン側についたことがある。

## 得意技
- ローリング・ロック（セントーン・ボム）
- ホワイト・レッグスイープ（竹刀付きのロシアン・レッグ・スイープ）
- ウルトラジャム（ダイビング・レッグ・ドロップ）
- ハイネケン・ラナ（雪崩式フランケンシュタイナー）
- パイルドライバー
- DDT

## 獲得タイトル
- ECW世界ヘビー級王座：5回[1]
- ECW世界タッグ王座：1回（w / 2・コールド・スコーピオ）
- ハードコア殿堂
- WEW世界タッグ王座：1回（w / 冬木弘道）
- AEAWアメリカン・ヘビー級王座：2回
- AEAWハードコア・レスリング王座：1回
- FOWハードコア王座：1回
- IWC世界ヘビー級王座：1回
- SSCWヘビー級王座：1回
- USAプロUS王座：1回
- UWFユニバーサル・ヘビー級王座：1回
- wXwハードコア王座：1回
- XPW世界ヘビー級王座：1回
- XPWキング・オブ・ザ・デスマッチ王座：1回
- TNA Hard10トーナメント優勝（決勝戦の相手は同じく元ECWのニュー・ジャック）

## 入場曲
- Enter Sandman（Metallica）

ECW在籍時に使用。入場時、客席に現れたサンドマンはイントロに合わせて肩でリズムを取りのが常で、そうすると観客は最高潮の盛り上がりを見せた。
- Nightmare

WWE-ECW在籍時に使用。